# Login (Informationstechnik)

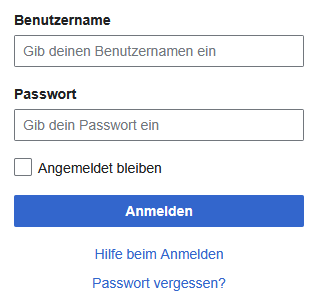
Login auf Wikipedia 2025

Als Login oder Log-in (von engl.: (to) log in = „einloggen“, „anmelden“ → „[Benutzer-]Anmeldung“, auch: Sign-in/Sign-on, Log-on usf.) wird der Vorgang bezeichnet, sich in einem Computersystem anzumelden (einzuloggen). Gewöhnlich dient der Vorgang dazu, dem Computersystem mitzuteilen, dass nun eine Sitzung beginnt und dass der Benutzer mit einem Benutzerkonto, das ihm bestimmte Zugriffsrechte gewährt, verknüpft werden möchte. Das Login dient dazu, den Benutzer zu identifizieren und dessen Identität zu authentifizieren.

## Funktionsweise
Das Einloggen in ein Computersystem erfolgt dadurch, dass ein Benutzername und entweder ein Passwort (oder auch Kennwort), der Besitz eines einzigartigen Identifizierungsgegenstands oder auch ein biometrisches Merkmal abgefragt werden. Nach erfolgter Authentifizierung erhält der Benutzer einen – häufig personalisierten – Zugang zu dem Computersystem. Der Administrator des Systems konfiguriert die genauen Zugangsberechtigungen (z. B. über Benutzerprofile). Er kann festlegen, auf welche Daten und Anwendungen die jeweiligen Nutzer zuzugreifen berechtigt sind (Autorisierung). Handelt es sich um den Login an einem Computernetzwerk, erfolgt der Login über einen Netzwerkdienst. Mit dem Login beginnt eine sogenannte Sitzung, die durch ein expliziten (z. B. durch Klicken auf einen entsprechenden Button) oder impliziten (z. B. durch Schließen eines Fensters) Logout beendet wird.
Um einem Nutzer initial Zugang zu einem Computersystem zu gewähren, bieten viele Systeme die Möglichkeit der Registrierung, um ein eigenes Benutzerkonto zu erstellen.

### Beispiele
- Einloggen in ein E-Mail-Konto
- Anmelden in ein Benutzerkonto an einem Personal Computer
- Einloggen in eine Internet-Anwendung wie z. B. Wikipedia, Social Media, ein Shopping-Portal, eine Cloud-Anwendung oder ein Internetforum
- Einloggen in eine Online-Banking-Anwendung
- Einloggen als Systemadministrator auf einem Server

## Sicherheits- und Datenschutzaspekte
Um Benutzername und Passwort vor unbefugtem Zugriff zu schützen, sollte die Anmeldung an einem Computersystem über ein Netzwerk stets verschlüsselt erfolgen. Zudem können die Zugangsdaten zum Benutzerkonto potentiell durch Keylogger und Phishing während des Login-Vorgangs abgefangen werden.
Insbesondere bei kritischen Anwendungen wie etwa Online-Banking ist daher oft eine Zwei-Faktor-Authentisierung erforderlich.

## „Anmelden mit“
Etliche große Cloud-Anbieter wie z. B. Amazon, Apple, Facebook oder Google bieten einen Dienst „Anmelden mit“ an. Mit Hilfe dieses Dienstes kann sich ein Benutzer mittels seiner Zugangsdaten zum Cloud-Anbieter auch bei diversen anderen Internet-Anwendungen registrieren und anmelden. Dieser Dienst wird auch als Single Sign-on bezeichnet. Das Benutzerkonto beim Cloud-Anbieter wird dadurch zur zentralen „Internet-Identität“, die Zugang zu diversen Online-Diensten verschafft. Der Dienst basiert z. B. auf dem OAuth-Protokoll. Die benötigten persönlichen Daten werden dem Anbieter der Internet-Anwendung (dem Drittanbieter) während des Logins vom Cloud-Anbieter übermittelt. Der Drittanbieter wird im Rahmen des „Anmelden mit“-Dienstes in der Regel berechtigt, auf den Namen, die E-Mail-Adresse und das Profilbild zuzugreifen. Google empfiehlt, diese Berechtigung nur dann zu erteilen, wenn man der Website oder App vertraut.
„Anmelden mit“ erspart dem Benutzer einerseits die Verwaltung zahlreicher Passwörter, andererseits werden dem Cloud-Anbieter jeweils Informationen über das eigene Verhalten mitgeteilt. Sollten die Zugangsdaten zum Cloud-Anbieter in falsche Hände geraten, erhält der Angreifer zudem Zugriff auf alle verknüpften Dienste.
Facebook übermittelt zudem das öffentliche Profil und die Freundesliste; weitere Daten können übermittelt werden, wenn der Nutzer dies nicht explizit ausschließt.
Apple ermöglicht dem Benutzer, seine persönliche E-Mail-Adresse vor dem Drittanbieter zu verbergen.

## Rechner-zu-Rechner-Kommunikation
Neben der Form des interaktiven Logins wird der Begriff Login auch in Bezug auf das Anmelden eines Rechners in einem Netz via DHCP, SMB, RADIUS oder einem anderen Protokoll verwendet.

## Trivia
In Quizsendungen wird der Begriff einloggen auch als „verbindliche Eingabe für Quizantworten in den Computer“ verwendet.